# Hyalinobatrachium mondolfii
Hyalinobatrachium mondolfii es una especie de anfibio anuro de la familia de las ranas de cristal (Centrolenidae). Tiene una distribución disyunta, con un núcleo en Venezuela y otro en el norte de Bolivia, también está presente en Colombia.